# Stibaera thyatira
Stibaera thyatira là một loài bướm đêm trong họ Noctuidae.